# Orthorhynchus bassiae
Orthorhynchus bassiae is een keversoort uit de familie Belidae. De wetenschappelijke naam van de soort is voor het eerst geldig gepubliceerd in 1936 door Marshall.